# Кузьменко Євдокія Петрівна
Кузьменко Євдокія Петрівна (нар. 10 березня 1924, Галаганівка, Чигиринський район, Черкаська область, Українська РСР, СРСР — пом. 2 липня 1996, Україна) — фундаторка бібліотечної справи Черкащини, перша директорка Черкаської обласної універсальної наукової бібліотеки імені Тараса Шевченка, заслужена працівниця культури України.

## Біографія
Народилася в селі Галаганівка Чигиринського району Черкаської області. Змалку любила читати книги. Батько вважав, що Євдокія обере професію педагога, але вона вступила до Кременчуцької бібліотечної школи, яку закінчила 1941 року. Вищу освіту здобула в Харківському бібліотечному інституті, який закінчила у 1952 році.
Із 1944 по 1954 рік Євдокія Кузьменко очолювала Чигиринську районну бібліотеку. Після Другої світової війни використовувала найменшу можливість поповнити книжковий фонд, тому ходила попід хатами і збирала літературу, таким чином створила сільську бібліотеку в рідній Галаганівці. 
Наприкінці 1954 року стала директором Черкаської обласної державної бібліотеки, якою керувала упродовж тридцяти років. На той час бібліотека розташовувалася в п'яти невеликих кімнатах у приміщенні колишнього магістрату. На той час книжковий фонд налічував 32 тисячі примірників, передплачували 64 газети і 246 журналів. Під керівництвом Євдокії Петрівни проводили значну роботу з формування та організації книжкового фонду. Уже станом на 1 січня 1956 року він налічував 71 654 примірники. На досягнутому не зупинялися, тому наявне приміщення не могло вмістити таку кількість документів.
Колектив мав багато професійних планів, з'являлися нові відділи, запроваджувалися сучасні форми роботи, тому постала потреба у спорудженні нового приміщення. Завдяки клопотанням і зусиллям Євдокії Кузьменко, 1973 року відбулося урочисте відкриття сучасного типового триповерхового приміщення з цоколем. Його звели за рекордні строки — один рік і вісім місяців. Розпочали роботу відділи з обслуговування працівників сільського господарства, краєзнавства, зберігання основного фонду (книгосховище), сектори літератури іноземними мовами, обмінно-резервного фонду, статистики, організовано кафедри обслуговування гуманітарного, природничого, технічного профілів, відкрито читачам частковий доступ до фонду відділу абонемента, створено читальний зал гуманітарних наук на 200 робочих місць тощо.
У 1976—1977 роках обласна бібліотека була представлена на Виставці досягнень народного господарства і була нагороджена Дипломом Міністерства культури І ступеня і премійована бібліобусом. У 1978 році — участь у Виставці досягнень народного господарства України і бронзова медаль.
Наприкінці 1979 року книжковий фонд налічував уже більше мільйона примірників, працівники бібліотеки обслуговували 24 тисячі читачів.

## Нагороди і звання
- Орден «Знак пошани».
- Медалі «За трудову доблесть» і «Ветеран праці».
- Звання «Заслужений працівник культури»[4]